# 哈里·米勒
哈里·戴维·米勒（英語：Harry David Miller，1923年7月28日—2007年4月18日），美国NBA联盟前职业篮球运动员。